# Jonathan Archer
Pour les articles homonymes, voir Archer (homonymie).
Jonathan Archer est un personnage de l'univers de fiction de Star Trek, et plus particulièrement de la série Enterprise, interprété par l'acteur Scott Bakula.

## Biographie
Archer, le fils du célèbre ingénieur du moteur de Distorsion Henry Archer qui poursuit quant à lui l'œuvre de Zefram Cochrane et qui transmet à son fils, dès l'enfance, sa propre passion pour l'exploration spatiale. Sa femme Sally donne naissance à Jonathan le 4 août 2112 dans l'Upstate New York, où il a passé la plupart de ses années d'école; il a affirmé plus tard avoir passé la majeure partie de sa vie adulte à San Francisco,. Il a passé de nombreuses années en tant que pilote d'essai dans le programme naissant NX de Starfleet, basé à San Francisco. Dans sa jeunesse, Archer a remporté le Eagle Scout, ainsi que 26 badges de Mérite des Boy Scouts of America. Il est un passionné de water-polo et se détend souvent en regardant des matchs.
Jonathan est un grand ami de Emory Erickson, l'inventeur de la téléportation.
Archer a grandi avec une méfiance à l'égard des Vulcains, les percevant comme ayant freiné les progrès de l'humanité, en particulier en ce qui concerne le projet Warp Five de son père. C'est la raison pour laquelle Jonathan Archer entre à Starfleet où il accède au rang de commandeur avant d'être associé en 2143 aux essais d'un prototype conçu pour voyager au-delà des frontières habituelles. En tant que commandant, Archer a servi comme pilote d'essai dans les essais de distorsion NX avec A.G. Robinson, Duvall et Gardner,.Pilote d'essai dans les essais de distorsion NX et vol du NX-Beta, Robinson a repoussé les limites d'un navire d'essai, le NX-Alpha, entraînant sa destruction. Les Vulcains ont recommandé de mettre fin aux essais de distorsion, ce que Starfleet a accepté, jusqu'à ce que Charles Tucker III (qui servira plus tard comme ingénieur en chef sous Archer) ait réparé les rapports du mélange intermix, Archer et Robinson ont repris le NX-Beta, le deuxième navire d'essai, sans autorisation pour prouver qu'il était prêt. La suspension d'Archer n'a pas complètement arrêté la progression du NX-Beta, car le programme a finalement repris après une interruption de six mois.
Promu au grade de capitaine, avec le soutien de l'amiral Maxwell Forrest, Archer se voit tout logiquement confier le commandement de l'Enterprise NX-01 lorsque le navire est officiellement autorisé à quitter l'orbite terrestre en 2151 afin d'effectuer sa première mission. Jonathan Archer devient le capitaine du premier « vrai » vaisseau spatial opérationnel de Starfleet, l'Enterprise NX-01. Sa mission est d'élargir la présence de la Terre dans les quadrants Alpha et Beta et d'établir le premier contact avec plus d'une douzaine d'espèces, comme les Klingons, les Xindis, Mazarites, Tholiens et Sulibans.
En tant qu'homme qui aime voyager parmi les étoiles, Archer apprend qu'être capitaine est un devoir plus important que celui d'un cadre dirigeant ou l'astronomie. Il a rencontré des espèces de partout dans le quadrant essayant de le tuer, lui et son équipage. Les rencontres avec les espèces extra-terrestres ont poussé Archer à devenir davantage un commandant militaire.
De plus, Archer apprend que les fonctions de capitaine incluent d'être diplomate. Au cours des saisons 1 et 2, il est quelque peu mal à l'aise avec ce rôle, notamment lorsque son beagle de compagnie, Porthos, contracte une maladie mortelle sur un monde extraterrestre.
En explorant, Archer devient un ennemi des Klingons. Dans un différend avec l'Empire Klingon en 2152, il est reconnu coupable et condamné à l'exil sur Rura Penthe, même s'il est innocent des accusations et bien que les Klingons aient reconnu ses services antérieurs à l'Empire. Avec son évasion, une prime est mise sur la tête d'Archer et les tensions avec l'Empire Klingon augmentent.
Bien qu'initialement optimiste, Archer s'implique en tant que capitaine de l'Enterprise NX-01 au milieu de la "Guerre froide Temporelle" face aux Sulibans et à un être mystérieux du futur qui les guide. Alors que la guerre froide temporelle se poursuit, Archer rencontre également Daniels, un homme du futur dont le but est apparemment de protéger Archer en particulier et Enterprise en général. Les commentaires de Daniels sont qu'Archer sera l'homme qui aidera à former la Fédération des planètes unies, et il devient évident que Daniels représente la future Fédération tout au long de la guerre froide temporelle.
À la suite de l'attaque Xindi contre la Terre en 2153, Archer change. Ce n'est plus un capitaine sympathique, il est maintenant motivé et déterminé à rechercher et à affronter les auteurs du génocide. Archer commet des actes désespérés et controversés de moralité douteuse pour assurer un avenir à la Terre, y compris torturer un prisonnier, cloner Tucker pour récolter des pièces de son corps afin de sauver l'ingénieur en chef ce qui tue le clone, et voler une bobine de distorsion vitale en laissant un vaisseau extraterrestre bloqué dans l'espace,.
Alors qu'il était en mission pour localiser les Xindis, Archer est brièvement transformé en un membre du Loque'eque par un virus mutagène. Plus tard, il est infecté par des parasites du subspace, créant une chronologie alternative dans laquelle l'Enterprise échoue et les Xindi réussissent à détruire la Terre (bien que la nature de ces parasites signifie que cette chronologie est effacée lorsque le remède de Phlox pour Archer efface les parasites eux-mêmes de l'histoire). Avec l'aide de Daniels, Archer, avec T'Pol, voyage dans le temps jusqu'à l'année 2004 pour empêcher la libération d'une arme biologique Xindi-Reptilien.
Archer est présumé mort lorsque la super arme Xindi est détruite, après avoir convaincu trois des cinq races Xindi que les rapports sur le futur conflit de l'humanité avec eux sont faux. Cependant, en réalité, il est transporté au début des années 1940 pendant la Seconde Guerre mondiale, tout comme l'Enterprise.
Après être rentré chez lui en 2154, Archer aide une faction de Vulcains à combattre un gouvernement oppressif sur leur planète. Lors de cet incident, il est le récipiendaire du Katra, ou esprit vivant, du grand philosophe vulcain Surak. Le katra est ensuite transféré à un prêtre vulcain, et Archer est laissé indemne. Cela conduit à la réforme de la société vulcaine et explique pourquoi les Vulcains de l'époque d'Archer étaient si différents des Vulcains de l'époque de Kirk. Dans le processus, Archer devient le premier humain connu à participer à une fusion mentale. Depuis cette expérience, il a utilisé ces connaissances au moins une fois : pour aider T'Pol à effectuer sa première fusion mentale afin d'obtenir des informations sur qui a kidnappé le Dr. Phlox.
Archer est également impliqué dans l'un des premiers traités, et peut-être le plus important à ce jour, étant invité à escorter Gral, l'ambassadeur tellarite, aux négociations tellarites-andoriennes. En route, lui et son équipage rencontrent l'Andorian Shran, un ami/ennemi/allié de longue date. Pendant le séjour de Shran, les Romuliens attaquent et provoquent l'arrêt de la fragile alliance. Dans la confusion, un Tellarite tue l'amant de Shran, et Shran venge sa mort en exigeant que le Tellarite qui l'a tuée se batte jusqu'à la mort. Dans une tentative de protéger le fragile traité de paix, Archer relève le défi à la place et Shran est frappé d'incapacité. L'alliance reste intacte et évolue rapidement vers la Fédération des planètes unies.
Il devient président de la Fédération des planètes unies en 2185 et ce jusqu'en 2193.

## Dans l'univers Star Trek
On entend brièvement parler de lui, dans le Star Trek de 2009. On apprend que Montgomery Scott (Scotty) a téléporté le chien d'Archer sans autorisation. Depuis plus de nouvelles du chien. (Il est peu probable que ce soit Porthos, son chien présent dans la série Enterprise vu que cela se passe longtemps après).
Son nom apparaît dans l'épisode Choisissez votre douleur de Star Trek: Discovery lorsque le commandant en second Saru demande à l'ordinateur la liste des capitaines les plus décorés de Starfleet. Il est également cité dans l'épisode 14 La Guerre, rien que la guerre par l'amiral Cornwell qui annonce que l'USS Discovery sera le premier vaisseau de Starfleet à retourner sur la planète mère du peuple Klingon, Qo'noS, depuis l'USS Enterprise (NX-01) 100 ans plus tôt.